# 黑德蘭峰
54°16′S 36°43′W / 54.267°S 36.717°W
黑德蘭峰（英語：Headland Peak），是南極洲的山峰，位於南喬治亞群島，處於蓋基冰川北岸，海拔高度875米，由英國南極名稱諮詢委員會命名，由英國海外領土管轄。